# Willem Ignatius Kerricx

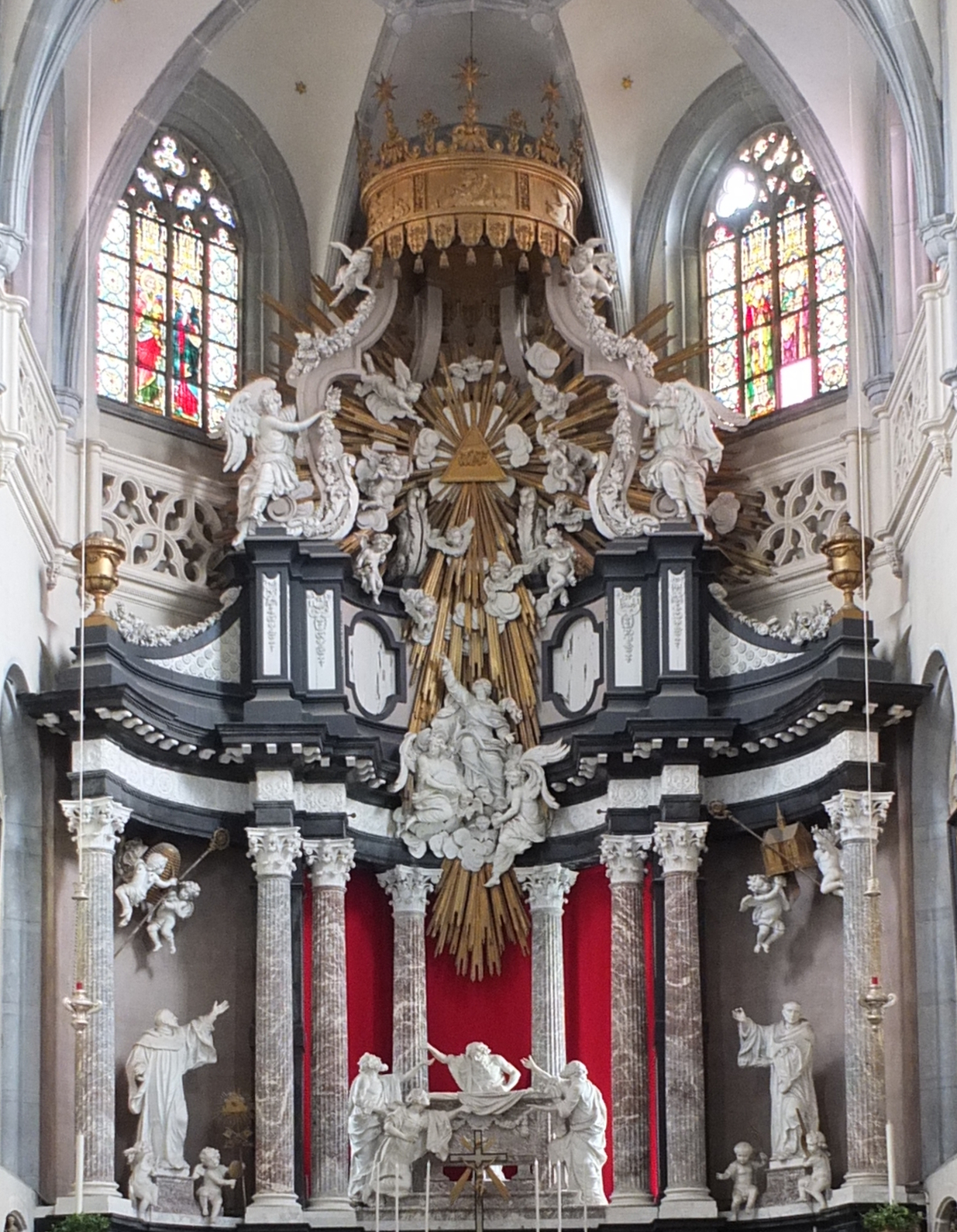
Altar mayor de la Iglesia de San Andrés, Amberes

Willem Ignatius Kerricx  (Amberes, bautizado el 22 de abril de 1682 - Amberes, 4 de enero de 1745) fue un escultor, pintor, dibujante, arquitecto, ingeniero, dramaturgo y autor flamenco activo en Amberes en la primera mitad del siglo XVIII. Su obra escultórica comprende principalmente muebles de iglesia esculpidos, esculturas individuales, principalmente estatuas de santos para iglesias y algunos monumentos funerarios. Su estilo escultórico es típico del barroco flamenco tardío mientras que muestra una preferencia por el clasicismo en sus proyectos arquitectónicos. Se hizo cargo del gran taller de escultura de la familia en Amberes. Como pintor creó tanto cuadros de historia para iglesias como bodegones. También trabajó como arquitecto e ingeniero, principalmente en proyectos de reconstrucción.  En su juventud, compuso una serie de comedias y tragedias para el teatro de Amberes.

## Vida
Kerricx nació en Amberes como hijo mayor del escultor Willem Kerricx y de la poetisa Barbara Ogier, hija del dramaturgo de Amberes Willem Ogier. Fue bautizado en la iglesia de Santa Walburga de Amberes el 22 de abril de 1682. Su padre dirigía un gran taller de escultura en Amberes. Su bisabuelo, también llamado Willem Ignatius, era escultor, al igual que su tío abuelo Jan Kerricx. De sus dos hermanos menores, su hermana Catharina Clara se convirtió en pintora y acuarelista.

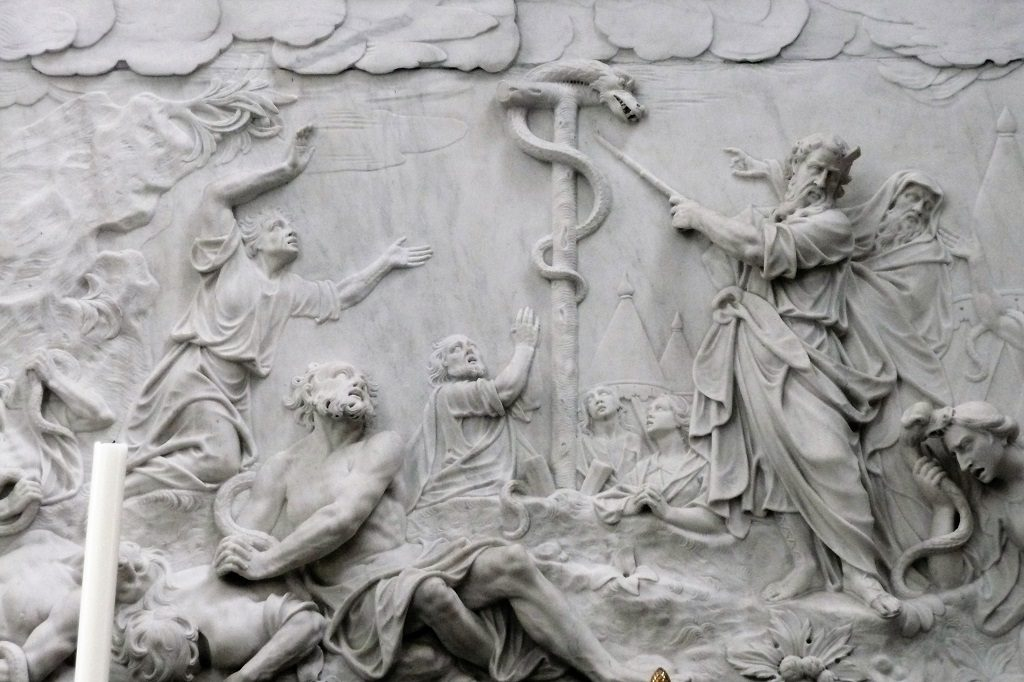
El levantamiento de la serpiente de bronce

Obtuvo su formación artística en el taller de su padre. Algunos textos de historia del arte afirman que estudió pintura con Godfried Maes o en el taller de Godfried Maes, destacado pintor de historia y decano del Gremio, aunque nunca fue registrado formalmente como alumno de este maestro en los registros del Gremio de San Lucas de Amberes. En sus primeros años, Kerricx mostró, al igual que sus padres, interés por el teatro. Ya el 8 de abril de 1700, con sólo 18 años, fue elegido "factor" (principal dramaturgo y director de escena) de la cámara local de retórica de Olijftak (Rama de Olivo). La cámara de retórica organizaba la puesta en escena de obras de teatro y otras representaciones. Tanto su madre como su abuelo desempeñaron papeles importantes en la Olijftak. Bajo su lema "Konst wint jonst" (El arte gana el favor) escribió varias obras de teatro hasta el año 1705. Fue admitido en el Gremio de San Lucas de Amberes como maestro pintor y escultor en el año gremial 1703-1704. No tuvo que pagar la admisión a cambio de los servicios prestados. A partir de entonces, se concentra en su ajetreado trabajo como escultor, arquitecto y pintor y abandona su carrera de escritor.

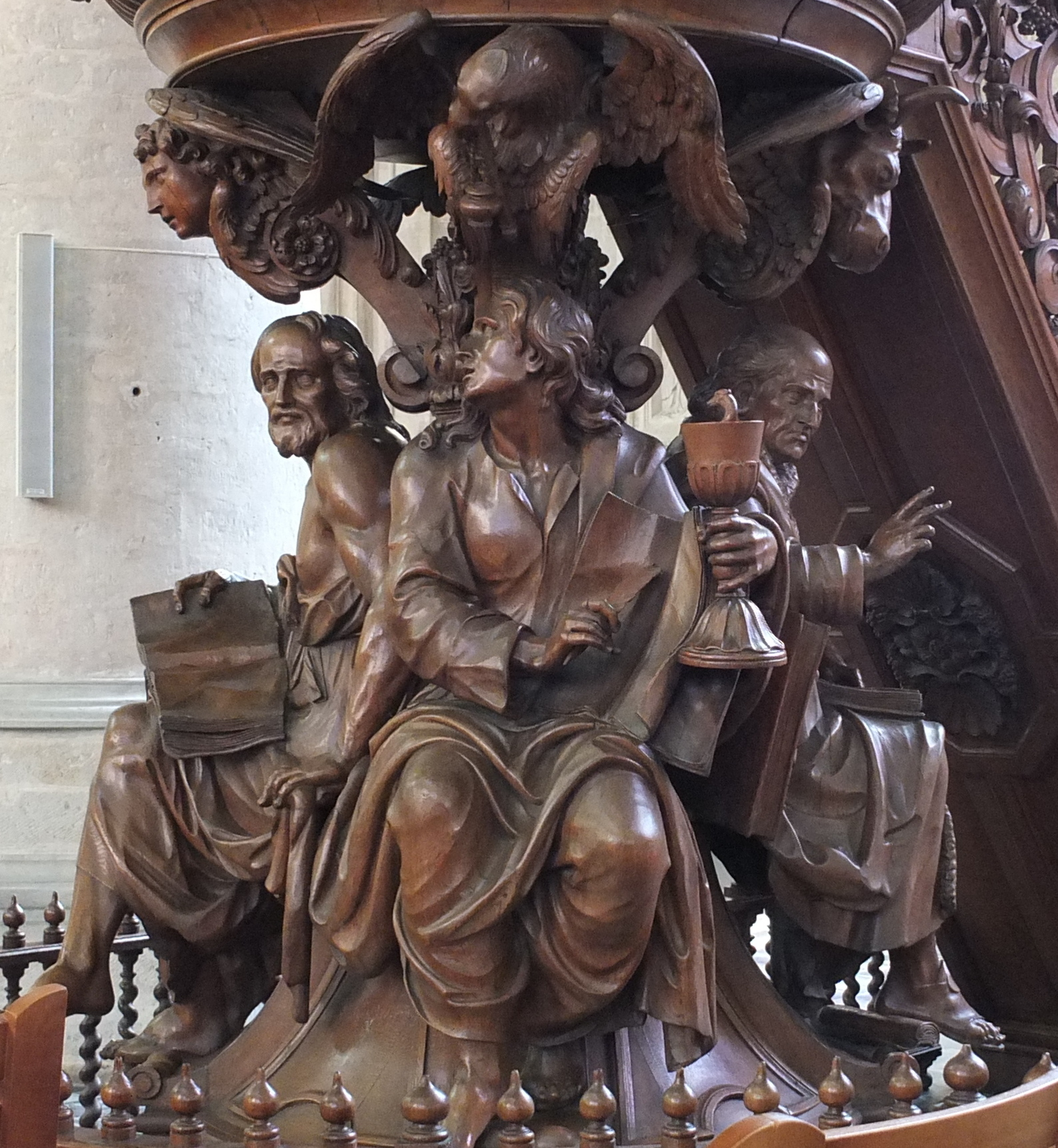
Púlpito con los cuatro evangelistas, Onze-Lieve-Vrouw over de Dijlekerk, iMechelen)

El 22 de julio de 1709 se casó en Amberes con Joanna Maria van Hengsthoven (Hencxthoven), hija del médico Franciscus Gommaris van Hengsthoven. La pareja tuvo 7 hijos, de los cuales solo sobrevivió una hija. Fue decano del Gremio de San Lucas en los años gremiales 1718-1719 y 1723-1724.
Recibió numerosos encargos de instituciones religiosas locales. En 1713, él y Michiel van der Voort el Viejo recibieron el encargo de hacer confesionarios para la Abadía de San Bernardo en Hemiksem. Estos fueron trasladados a la Catedral de Amberes después de que la Abadía fuera confiscada durante la ocupación francesa. Alrededor de 1718, esculpió un nuevo púlpito para la Iglesia de Nuestra Señora sobre el Dyle (Onze-Lieve-Vrouw over de Dijlekerk) en Malinas.  En 1724 recibió el encargo de diseñar el nuevo ayuntamiento de Diest.  De 1725 a 1732 trabajó como arquitecto, escultor y pintor en las decoraciones de la Abadía de Tongerlo, en particular la residencia del abad.  En 1629 creó el altar mayor de la Abadía de San Bernardo en Hemiksem (ahora en la Iglesia de San Andrés, Amberes ). Trabajó también en el diseño e implementación de la restauración y estabilización de la Iglesia de Santa Walburga en Amberes (demolida durante la ocupación francesa). Alrededor de 1744 creó dos altares en la iglesia de los Capuchinos en Dendermonde .
Willem Ignatius Kerricx tuvo un taller muy activo en Amberes, ya que a partir de 1704 empleó a varios aprendices que vinieron a estudiar pintura y escultura con él. Entre ellos estaban Jacobus de Hollander (1704), Jacobus van Innoville, Joannes Baptista Kints (1711) y Egidius van den Busdom (1713).

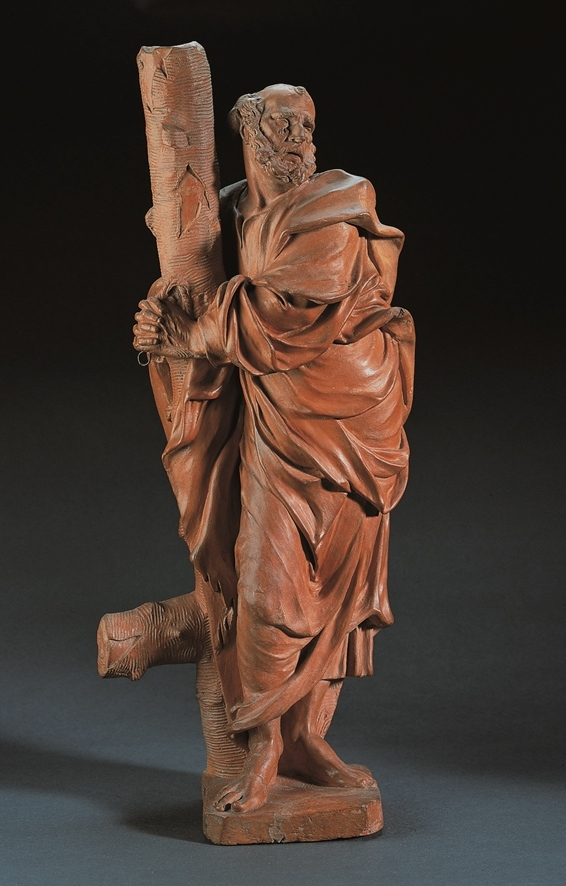
Diseño para una estatua de San Pedro

En 1744 se le encargó el proyecto de decoración con motivo de la alegre entrada en Amberes del nuevo gobernador de los Países Bajos españoles, el príncipe Carlos de Lorena y la archiduquesa. En este proyecto gastó toda su energía. Contrajo una neumonía como consecuencia de un sobreesfuerzo durante la creación de los arcos de triunfo para la celebración. Murió en Amberes el 4 de enero de 1745, poco después de que terminaran los festejos. Fue enterrado el 7 de enero de 1745 en la iglesia de San Pablo de Amberes, donde también fueron enterrados su padre, su madre, su esposa y sus suegros.

## Obra

### Escultura
Por lo general, no firmaba sus obras. Por ello, la atribución de su obra se basa en materiales de archivo. Realizó sobre todo esculturas de mobiliario eclesiástico y estatuas individuales, principalmente estatuas de santos y personajes bíblicos. Trabajó en muchos materiales, como la madera, el mármol y la terracota. Las obras de terracota solían ser estudios para obras más grandes que se realizaban en mármol o madera. Produjo principalmente para las iglesias y monasterios del Ducado de Brabante. Muchas de sus obras ya no se encuentran en las iglesias para las que fueron realizadas, ya que fueron desplazadas como consecuencia de la confiscación y destrucción de iglesias y la disolución de las órdenes religiosas durante la ocupación francesa a finales del siglo XVIII. Su obra mezcla el estilo barroco flamenco con el clasicismo francés y elementos rococó.
Kerricx creó muchos altares para iglesias. Típico de la última fase de la arquitectura barroca de altares en el sur de los Países Bajos es el uso de estatuas de figuras de tamaño natural en escultura tridimensional. Una de sus obras maestras es el altar mayor de la iglesia de San Andrés de Amberes. Fue creado para la Abadía de San Bernardo en Hemiksem, pero posteriormente se trasladó a la Iglesia de San Andrés, Amberes, debido a que la comunidad de la abadía fue abolida durante la ocupación francesa. El Altar Mayor representa la Asunción de la Virgen de forma muy teatral. En la parte inferior hay figuras de tamaño natural que se sitúan junto a la tumba vacía de la Virgen. Sus gestos muestran su asombro ante su paso al otro mundo. La Virgen está en el centro siendo llevada hacia arriba por ángeles en pleno relieve. El cielo, el fin último de la vida en el sistema de creencias católico, está en la parte superior del altar. La presencia de Dios está indicada por la palabra hebrea de cuatro letras para Dios en un triángulo plano, que a su vez se refiere a la Santísima Trinidad. La escena central está flanqueada por estatuas de tamaño natural de San Bernardo y San Roberto de Molesme.

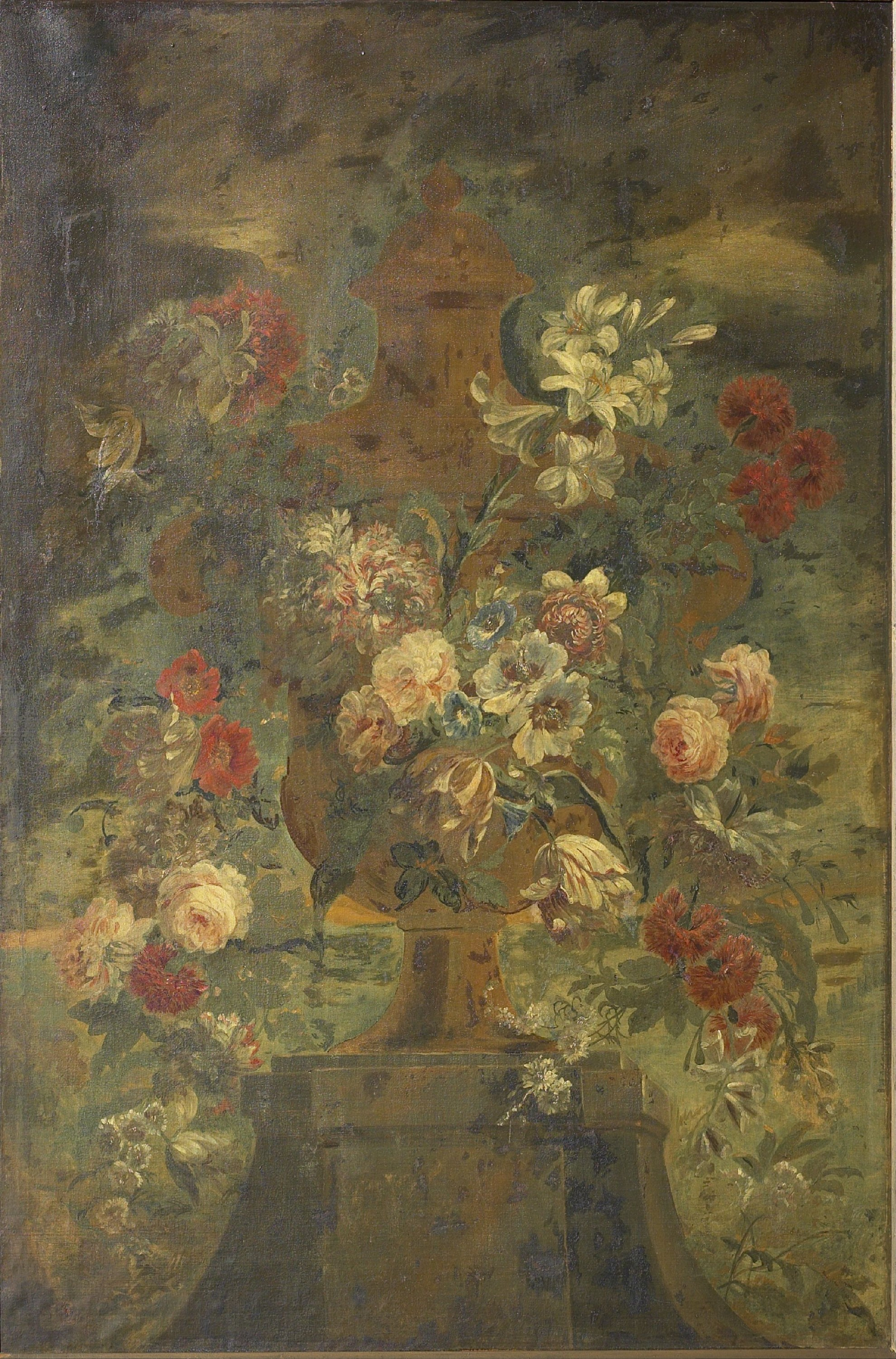
Bodegón de flores

El Onze-Lieve-Vrouwkerk en Kruibeke tiene muchas de sus obras de arte en madera: un comulgatorio (1712), la sillería del coro (1714), el altar de San Blasius (1722) y cuatro estatuas para los confesionarios (1733). Sus púlpitos de madera también se pueden encontrar en la Iglesia de St Amandus en Geel (1715), la Iglesia de St Ludgerus en Zele (1716), la Iglesia de Nuestra Señora sobre el Dyle en Malinas (1718), la Iglesia de St. Lambertus en Heist-op-den-Berg (1737) y la Iglesia de San Sulpicio y Dionisio en Diest (1738).

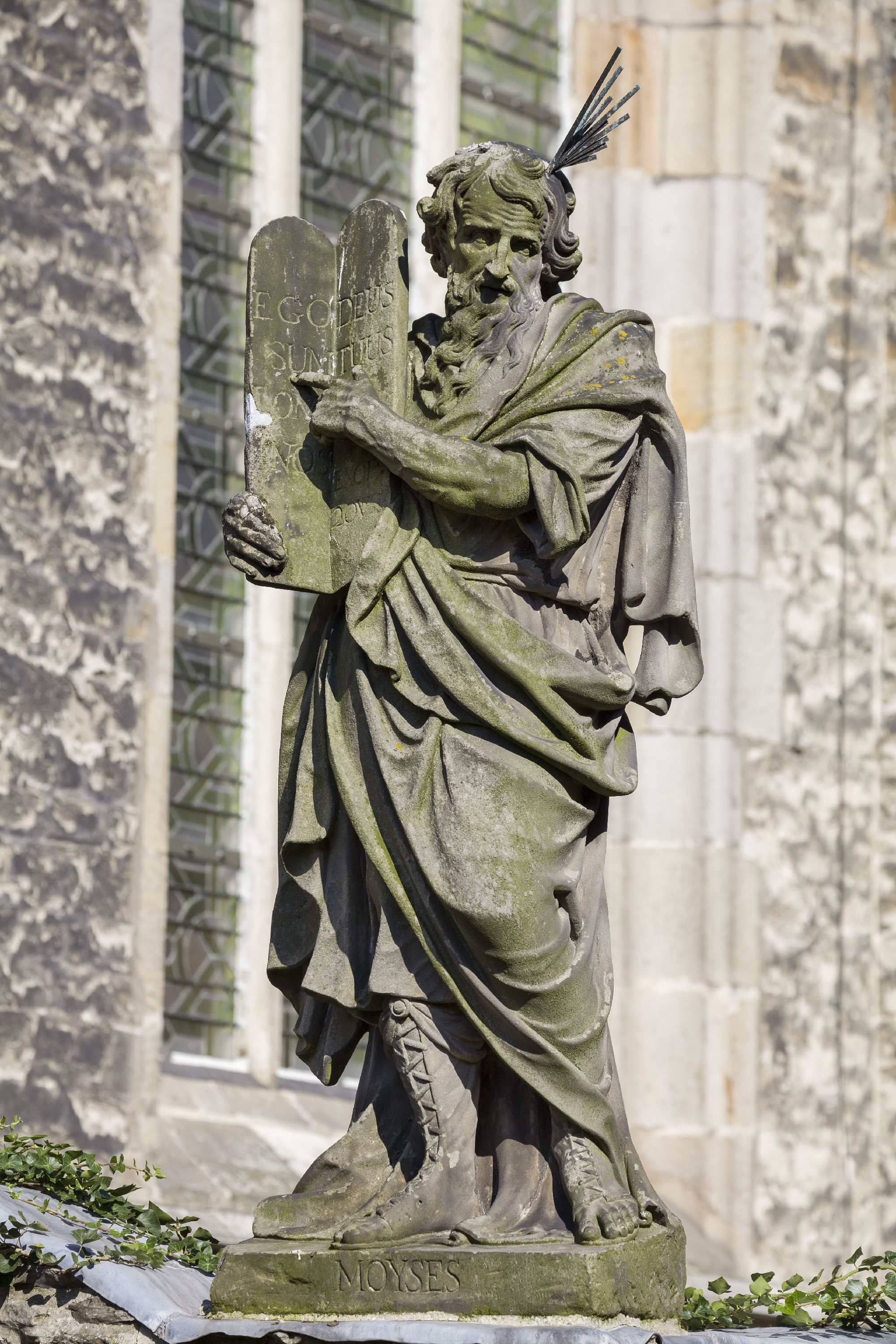
Estatua de Moisés en el Calvario

Kerricx colaboró con varios escultores importantes de Amberes en diversos proyectos. En la segunda mitad del siglo XVII y principios del XVIII, unos pocos grandes talleres de escultura de Amberes llegaron a dominar el mercado. Se trata de los talleres de las familias Quellinus, van den Eynde, Scheemaeckers, Willemsens y Verbrugghen, con los que el padre de Kerricx también había formado una sociedad informal. Los estrechos vínculos entre estos talleres de Amberes dieron lugar a un estilo muy similar de escultura del Barroco tardío, lo que ha hecho que a menudo sea difícil distinguir qué artista o taller produjo una obra concreta.
Kerricx fue uno de los artistas que trabajaron en la creación de un grupo de estatuas denominado el Calvario en el exterior de la iglesia de San Pablo de Amberes. Su diseño general data de 1697. En 1734 se terminó la construcción del calvario, pero se añadieron más estatuas hasta 1747. Está construido en forma de patio y se apoya en uno de sus lados en la nave sur de la iglesia y en la capilla del Santo Sacramento. La estructura incluye 63 estatuas de tamaño natural y nueve relieves ejecutados en un estilo popular y teatral. Las estatuas están dispuestas en cuatro grupos: el camino de los ángeles, que asciende al Santo Sepulcro, el jardín de los profetas a la izquierda, el jardín de los evangelistas a la derecha y el Calvario propiamente dicho, que consiste en una roca artificial elevada, dividida en tres terrazas, en las que se colocan las estatuas con Cristo en la cruz en la parte superior. La mayoría de las estatuas son de piedra blanca y algunas de madera. Algunas estatuas están fechadas o firmadas. Los principales escultores fueron Michiel van der Voort el Viejo, Alexander van Papenhoven y Jan Claudius de Cock con algunas estatuas de la mano de Jan Pieter van Baurscheit de Elder y colaboradores anónimos. Kerricx y su padre también esculpieron algunas de las estatuas. Kerricx esculpió un rey David con una lira y una estatua de Moisés, así como un Cristo en el sepulcro y algunos viacrucis.

### Pinturas
Solo se conocen algunas pinturas de Kerricx. Hay un San Lucas pintando a la Virgen con el Niño Jesús en el Museo Real de Bellas Artes de Amberes .  También hay un Moisés que habla a su pueblo, la Adoración del cordero y dos bodegones de flores en la abadía de Tongerlo.

### Arquitectura

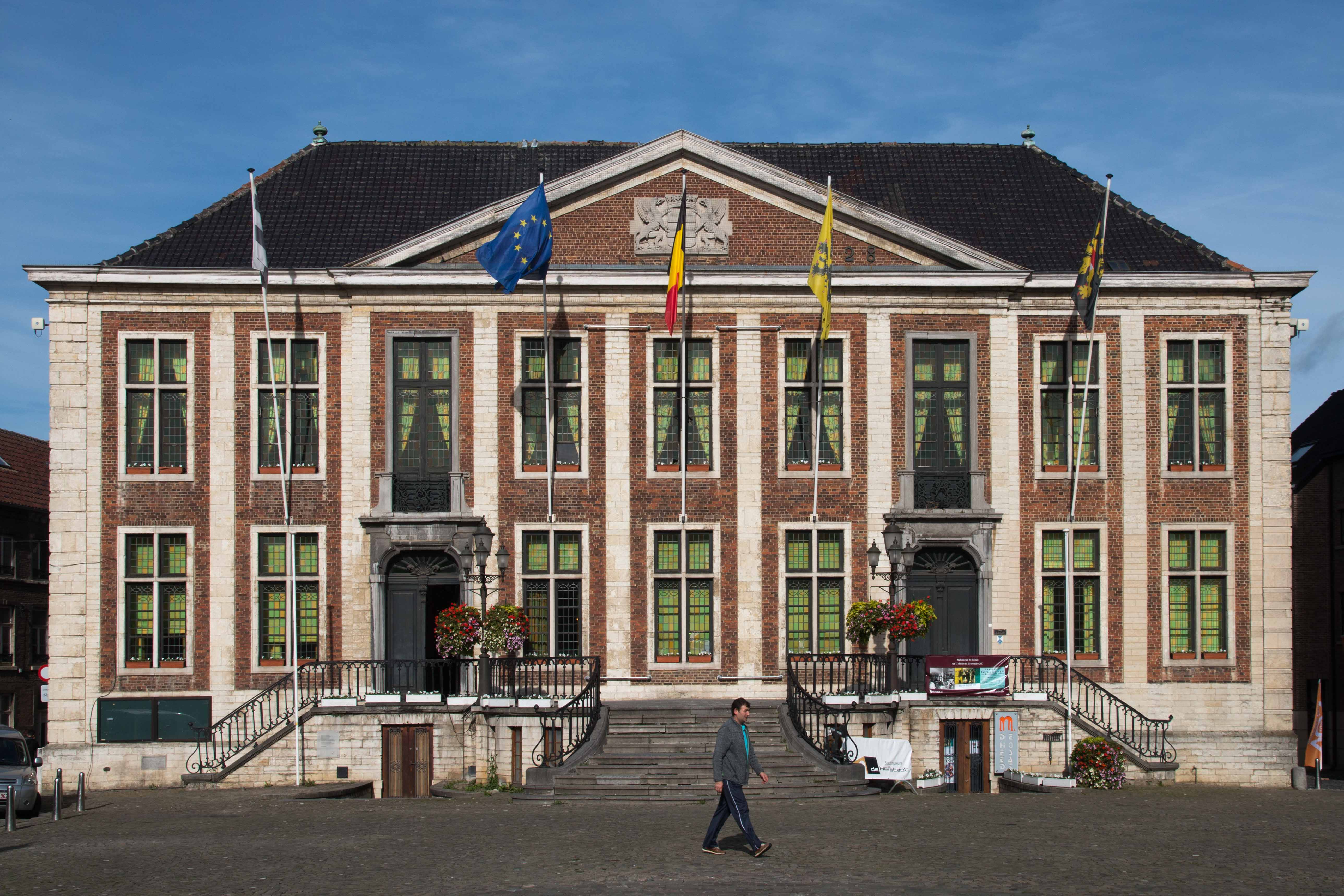
Ayuntamiento de Diest

Sus dos creaciones arquitectónicas más importantes que se conservan son el ayuntamiento de Diest y la residencia del abad en la abadía de Tongerlo. Las obras del ayuntamiento de Diest se iniciaron en 1726, los trabajos estructurales se completaron en 1728, pero las obras finales no se terminaron hasta 1731. Para la subestructura se utilizaron las antiguas bodegas góticas. El edificio, con una planta baja elevada y pisos superiores, está construido en ladrillo. Ejecutado en estilo clásico, sigue el ejemplo francés con pilastras colosales planas entre cada vano de la fachada. Las cinco pilastras centrales sostienen un frontón en el que figuran un escudo de armas y el año 1728. El diseño interior fue modificado y adaptado en su mayor parte durante el siglo XIX. La fachada se modificó en 1948 con la adición de dos ostentosas escaleras.
La residencia del abad en la abadía de Tongerlo se construyó entre 1725 y 1728 según un diseño de Kerricx. La fachada del edificio es de estilo clasicista, mientras que la decoración interior y las escaleras son de estilo barroco. Kerricx también trabajó en otros proyectos de la abadía. Además, asesoró en materia de ingeniería y dirigió las obras de estabilización de la iglesia de Santa Walburga de Amberes. Diseñó nuevos cimientos para la iglesia, que se estaba hundiendo, y un nuevo marco de madera para el cuadro de Rubens del Alzamiento de la Cruz.

### Obras de teatro
Kerricx escribió las siguientes obras:
- Het ongestadig wankelrad of den onderdrukten weer herstelden Cambysus, Koning van Persien, tragedia, 1700.
- Don Quichot de la Mansche, farsa, 1700.
- De Beschaemden Minnaer de verliefden Droguist, farsa, 1702.
- De klucht van den heerschenden Vastenavond, farsa, 1703.
- De volbrachte straf en Jerusalems ondergangh, tragedia, 1703.
- Ontwekten krijghslust uyt den slag van Eeckeren, farsa, 1703.
- Berouwden krijgslust uyt den slag van Eeckeren, farsa, 1704.
- Suffenden min en stinkenden Cupido, farsa, 1705.